# أوليغ ماشكين
أوليغ ماشكين (بالأوكرانية: Машкін Олег Валерійович)‏ (مواليد 30 مايو 1979) هو ملاكم أوكراني، مثّل بلاده في الألعاب الأولمبية الصيفية 2004.

## روابط خارجية
أوليغ ماشكين على موقع أوليمبيديا (الإنجليزية)